# Manidypina
Manidypina (łac. manidipinum) – wielofunkcyjny organiczny związek chemiczny z grupy pirydyn, lek stosowany w leczeniu nadciśnienia tętniczego, o działaniu blokującym wolne kanały wapniowe.

## Mechanizm działania
Manidypina jest antagonistą kanału wapniowego działającym na wolne kanały wapniowe, którego maksymalny efekt następuje po 2–3,5 godzinach od podania.

## Zastosowanie
- nadciśnienie tętnicze stopnia łagodnego do umiarkowanego[2]

W 2015 roku manidypina nie była dopuszczona do obrotu w Polsce.

## Działania niepożądane
Manidypina może powodować następujące działania niepożądane, występujące ≥1/1000 (bardzo często, często i niezbyt często):
- kołatanie serca
- zaczerwienienie twarzy
- obrzęki obwodowe
- ból głowy
- zawroty głowy
- parestezje
- tachykardia
- hipotensja
- duszność
- nudności
- wymioty
- zaparcie
- kserostomia
- dyspepsja
- nadwrażliwość skórna
- osłabienie
- ból brzucha
- zaparcie
- biegunka
- wzrost aktywności fosfatazy alkalicznej (FA)
- wzrost aktywności aminotransferazy alaninowej (AlAT)
- wzrost aktywności aminotransferazy asparaginianowej (AspAT)
- wzrost aktywności gamma-glutamylotranspeptydazy (GGTP)
- wzrost aktywności dehydrogenazy mleczanowej (LDH)
- wzrost stężenia azotu mocznika (BUN)
- wzrost stężenia kreatyniny